# Estación de Cuernavaca
Cuernavaca fue una estación de trenes que se encuentra en Cuernavaca, Morelos. Después de sufrir un incendio en 2012, la construcción quedó totalmente destrozada.

## Historia
La estación fue construida sobre la ruta del Ferrocarril México Cuernavaca y el Pacífico, cuyos trabajos de construcción estuvieron a cargo del Ing. Harry Hampson los cuales se iniciaron en la Ciudad de México a partir de 1893. 
El 10 de diciembre de 1897, llegó la primera locomotora a Cuernavaca. Este proyecto formó parte del segundo intento de una Compañía Inglesa de construir un Ferrocarril Interocéanico de vía ancha que llegara al Pacífico pasando por la Ciudad de México. La inauguración fue encabezada por el presidente Porfirio Díaz y el gobernador de Morelos, Manuel Alarcón.
Para la construcción de la estación, el municipio de Cuernavaca donó 232,943 m2 de terrenos obtenidos de 13 propietarios, para la estación y patios.
Tras cien años de servicio, en 1997 el ferrocarril concluyó sus viajes de trenes de pasajeros y de carga.